# شركة مسجدسليمان للبتروكيماويات
شركة مسجدسليمان للبتروكيماويات (بالفارسية: شرکت پتروشیمی مسجدسلیمان) هي شركة إيرانية تعمل في مجال البتروكيماويات وتقع في منطقة زيلابي التابعة لمقاطعة مسجد سليمان في محافظة خوزستان.

## التاريخ
أصدرت منظمة صناعات ومناجم محافظة خوزستان تصريح البناء لمجمع مصنع مسجد سليمان للبتروكيماويات في 27 فبراير 2011، وبعد ذلك بدأ بنائه. على الرغم من الصعوبات التي واجهت بناء المرافق في السنوات التالية، تم تشغيل شركة مسجد سليمان للبتروكيماويات أخيراً في مايو 2021 بحضور حسن روحاني، الرئيس الإيراني آنذاك. كانت شركة ووهان للهندسة الصينية هي المقاول المسؤول عن بناء هذا المجمع الصناعي.
تم بناء هذا المجمع الصناعي على قطعة أرض مساحتها 400 هكتار في منطقة زيلایي التابعة لمدينة مسجد سليمان. يقع هذا المصنع على بعد 11.5 كيلومتراً جنوب نهر كارون، و30 كيلومتراً شمال غرب مسجد سليمان، و130 كيلومتراً من مدينة الأهواز.

## المنتجات
يُنتج مجمع مسجد سليمان للبتروكيماويات اليوريا والأمونيا لأغراض زراعية وصناعية. في يوليو 2024، سجلت الشركة أعلى إنتاج شهري لها منذ بداية عملها، حيث تم إنتاج 86,345 طنًا من اليوريا و53,169 طنًا من الأمونيا.

## المساهمون
تعتبر منظمة تقاعد موظفي الخدمة المدنية الإيرانية أكبر مساهم في شركة مسجِد سليمان للبتروكيماويات، حيث تمتلك 66.55٪ من أسهم الشركة. بينما يمتلك القطاع الخاص 33.45٪ من الأسهم المتبقية.